# Googolplex
Un googolplex és un nombre natural qualificat d'inimaginablement gran. Pren el valor a partir del googol, sent 1 googolplex = 10googol = 1010100.
Va ser inventat per Milton Sirotta (nebot del matemàtic nord-americà Edward Kasner) quan tenia 9 anys, el 1938. Kasner va anunciar el concepte en el seu llibre Les matemàtiques i la imaginació. Un googol és un u seguit de cent zeros o, cosa que és el mateix, en notació científica, un per deu a la cent:
1 googol = 10100 =
 = 10 000 000 000 000 000 000 000 000 000 000 000 000 000 000 000 000 000 000 000 000 000 000 000 000 000 000 000 000 000 000 000 000 000.
Un gúgol és aproximadament igual al factorial de 70, i els seus unics factors primers són 2 i 5 (cent vegades cadascun). Escrit en el sistema binari ocupa 333 bits.